# Asta Baukutė
Asta Baukutė (* 29. Juni 1967 in Klaipėda) ist eine litauische Schauspielerin und ehemalige Politikerin.

## Leben
Asta Baukutė lernte an der Mittelschule Klaipėda (1974–1982) und an der Stasys Šimkus-Musikschule (Geige-Klasse). Ab 1986 studierte sie an der  Klaipėdos universitetas. An der Lietuvos muzikos akademija absolvierte sie von 1989 bis 1994 das Schauspielstudium und von 2005 bis 2007 das Masterstudium.
Von 2008 bis 2012 war sie Mitglied im Seimas.
Sie ist verheiratet. Mit ihrem Ehemann  Kęstutis Rupulevičius (* 1960) hat sie die Kinder Vakaris Mičiūnas, Gintarė Marija Mičiūnaitė, Rapolas Rupulevičius, Anupras Rupulevičius.
Sie lebt in Vilnius und Trakai.

## Auszeichnungen
- Goldenes Szenekreuz, Kulturministerium der Republik Litauen, 2008